# Entiminae
Entiminae (лат.) — большое подсемейство жуков-слоников (долгоносиков).

## Описание
Жуки от маленьких до больших размеров, обычно в длину от 2 до 25 мм.
Описание для части видов: Тело жуков голое или в волосках, или же в обычных, не образующих глазуреподобного покрова, чешуйками. Губные щупики прикреплены на дорсальной стороне прементума и направлены вверх, не видны снизу. Торчащие хеты у основания постментума обычно достигают вершины мандибул; третий членик лапок обычно не двулопастный, не шире второго членика или немного шире его, без губчатой подошвы.
Описание для части видов: Усиковые бороздки сверху не видны, направлены к переднему краю глаза или под основание головотрубки без расширенных птеригиев. Подусиковая бородка с торчащей щетинкой расположена в вершинной части головотрубки, если же отсутствует, то коготковый членик лапок не выступает за вершину больших лопастей третьего членика. Замочные пластины шва надкрылий и шовные промежутки на вершине симметричные или почти симметричные, редко надкрылья бывают сросшиеся и замок тогда не виден.
Описание для части видов: Усики большей части видов прикреплены у вершины головотрубки, реже перед вершиной. подусиковая бороздка со щетинкой есть. Прекоксальная часть переднегруди длиннее посткоксальной части, с выемкой — иногда она не явственная — на переднем крае, без базальной бороздки для вкладывания головотрубки. Замочные пластины шва симметричные или почти симметричные. Задний край второго-пятого брюшных стернитов прямой. Пигидий всегда скрыт под надкрыльями.

## Экология и местообитания
Яйца откладываются в почву или на растения в разбросанном порядке, но никогда не откладываются внутрь тканей растений. Развиваются обычно на однодольных, в частности осоковых и злаковых, реже на споровых или двудольных растениях. Личинки криптобионтные, обычно эндофитовые, реже почвенные и экзофитные; иногда не ксилобионтные.
Иногда встречаются в подстилке или почве и имеют признаки криптобионтов: ослабленная пигментация, редуцированные глаза, бескрылые, суженные членики лапок с утраченной губчатой подошвой. Часто их привлекают приводные биотопы, иногда переходят к водному образу жизни.

## Палеонтология
Представители этого подсемейства составляют около 30 % всех долгоносиков, найденных в балтийском янтаре.

## Рода
В составе подсемейства выделяют роды:
- Apodrosus —Brachycerus — Elytrodon — Eupholus — Geotragus — Diglossotrox — Gymnopholus — Leschenius — Malvinius — Melathra — Mythecops — Morronia — Minyomerus — Otiorhynchus — Pachyrhynchus — Phacephorus — Sitona — Solariola — Trachyphloeus — Tropiphorus — †Arostropsis
- Другие рода

## Виды
- Бриллиантовый жук
- †Archaeosciaphilus gyrommatus
- †Paonaupactus sitonitoides
- Trichalophus leucon